# サイボウズ
サイボウズ株式会社（英: Cybozu, Inc.）は、東京都に本社を置く日本のソフトウェア開発会社。グループウェア「サイボウズ Office」シリーズなどを手掛ける。JPX日経中小型株指数の構成銘柄の一つ。

## 概要
1997年（平成9年）に愛媛県松山市にて青野慶久、高須賀宣、畑慎也により創業された。この年に「サイボウズ Office 1」を発売したが、店舗や営業マンはおらず、製品の販売は全てホームページに絞っていた。
社名は、「電脳」を意味する「cyber」と、親しみを込めた「子供」の呼び方「坊主 (bozu)」に由来し、「電脳社会の未来を担う者達」という意味も込められている。
創業当時は企業を中心にWeb技術が爆発的に普及しつつある時代で、高須賀、青野はこの技術を使って「企業の仕事をもっと簡単にできる」と考えていた。起業前、高須賀、青野は松下電工関連の子会社に勤めており、青野が大阪大学時代の先輩である畑（当時ジャストシステム勤務）に声を掛け3名で起業した。高須賀が経営、青野が販売、畑が技術を担当した。当初からネット上でのみ販売する事を考えており、事務所は家賃の高い大都市ではなく愛媛県松山市内の畑の住居を利用していた。
近年はコラボレーションツール事業へ経営資源を集中し、国内コラボレーションツール市場における地位の確立、海外進出への基盤作りを行っている。本社のほか大阪、松山にオフィスを構えている。中国、ベトナム、米国にも子会社を設置している。

## 沿革
- 1997年 - 愛媛県松山市で創業。
- 1998年 - 人材確保のため大阪市北区茶屋町へ移転。
- 1999年 - 大阪市北区梅田へ移転。このころ開発されたサイボウズOffice4がヒット。ロボットをモチーフにしたキャラクター「ボウズマン」と活発な広告宣伝により知名度・導入数を加速。
- 2000年 - 8月に東証マザーズに上場。 東京都文京区へ移転。この際、大阪勤務の社員も全て東京転勤とし、大阪事務所は閉鎖。なお、2017年現在、東京都中央区のほか大阪市北区と松山市にオフィスを設置している。
- 2002年 - 3月に東証二部に市場変更。
- 2005年 - 高須賀が代表取締役社長を退き、青野が就任[4]。
- 2006年 - 7月3日東証一部に市場変更。
- 2007年 - 9月に国内グループウェア市場でシェア1位となる[5]。
- 2010年 - 10月に無料のコラボレーションツールサイボウズLiveを一般公開
- 2011年
  - 4月 - 「第14回 定時株主総会」を「ニコニコ生放送」で2万人以上に配信。公式放送として初となる、株主総会の全てを中継。
  - 11月 - 企業向けクラウドサービス 「cybozu.com」 を本格的にスタート。主力製品もクラウド化する。
- 2012年
  - 5月 - 自社メディア「サイボウズ式」オープン。
  - 7月 - 「深圳オフィス」開設。
  - 8月 - 時間・場所の制約のない働き方「ウルトラワーク」を試験運用。
  - 9月 - 「cybozu.com」クラウド市場でシェアNo.1を獲得。
  - 10月 - クラウド版「メールワイズ」提供開始。
- 2013年
  - 8月  - 「福岡オフィス」「名古屋オフィス」を開設。
  - 10月 - 「サイボウズ Office 10」リリース。
- 2014年
  - 2月 - Great Place to Work® Institute Japanが実施した『2014年版日本における「働きがいのある会社」ランキング（従業員100～999名部門）』において12位に選出される。

## 製品・サービス
- クラウド基盤
  - グループウェアを中心としたサービスを提供するクラウド基盤。
- サイボウズ Office
  - 300人以下の中小企業に向けた、「かんたん」をキーワードにしたグループウェア。
- サイボウズ ガルーン
  - 300人以上の企業に向けたエンタープライズ製品。
  - サイボウズ Officeに比べカスタマイズ性や管理機能、拡張などスケーラビリティが強化されている。
- サイボウズLive（自由登録制無料クラウド）
  - 個人、小規模グループ向けグループウェア。2019年4月15日にサービス終了。
- kintone
  - 業務アプリを作れるクラウド基盤。
- メールワイズ
  - メール対応を共有できるグループメールシステム。

## テレビ番組
- 日経スペシャル ガイアの夜明け “新しい働き方”第1回 成果主義を超えろ!（2009年11月3日、テレビ東京）[6] - 「成果主義型」と「年功重視型」の選択制を取材。
- 日経スペシャル カンブリア宮殿 社員の「わがまま」とことん聞いて業績アップ!? ブラック企業から大変身!コロナ禍で在宅100%（2020年7月2日、テレビ東京）[7]

## 加盟団体
- MIJSコンソーシアム(Made In Japan Software Consortium)
- Fathering Japan

## 関連企業
- サイボウズ・ラボ
- トヨクモ株式会社
- 才望子信息技術 (上海) 有限公司（サイボウズ上海）
- Cybozu Vietnam Co., Ltd.（サイボウズベトナム）